# Jüdischer Friedhof Korbach

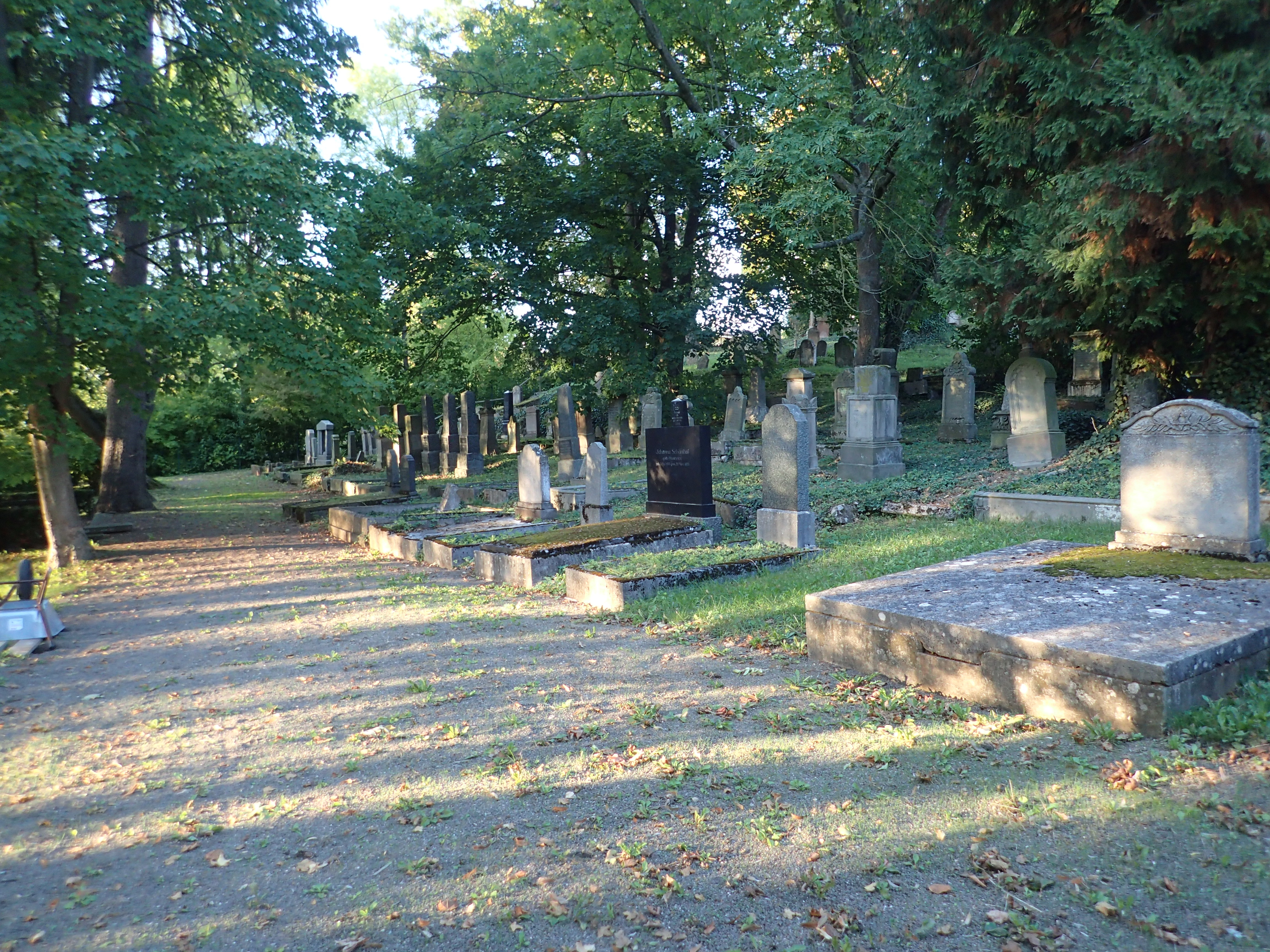
Jüdischer Friedhof Korbach

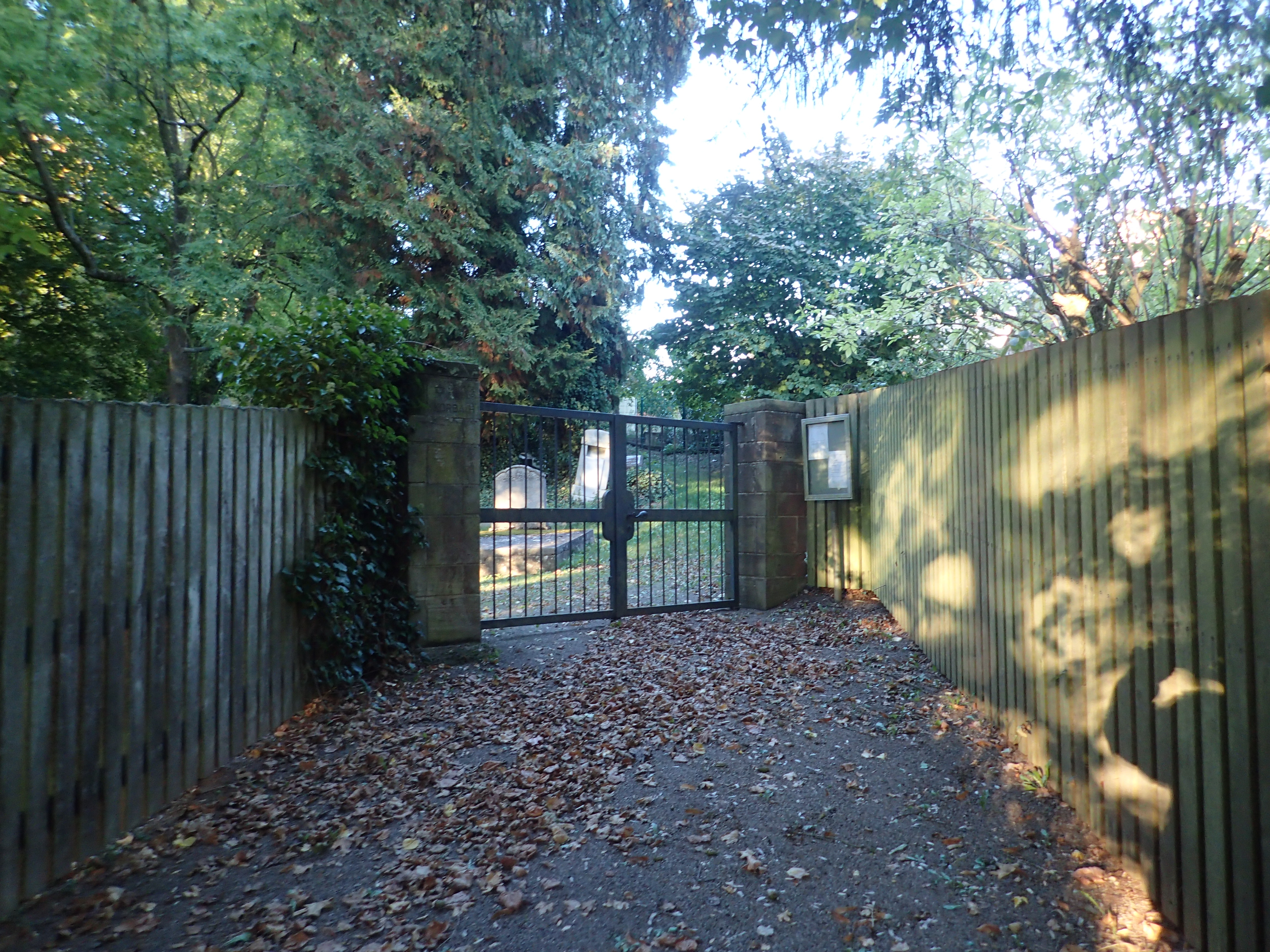
Jüdischer Friedhof Korbach Eingangstor

Der jüdische Friedhof Korbach in Korbach im nordhessischen Landkreis Waldeck-Frankenberg in Hessen befindet sich beim Südbahnhof des Ortes am Rand der Parkanlage Hexengarten.

## Beschreibung
Der jüdische Friedhof Korbach wurde in der zweiten Hälfte des 18. Jahrhunderts angelegt.
Das 21,92 Ar große Areal des Friedhofs besteht aus einer quadratischen Fläche mit einer spitzen Verlängerung im westlichen Bereich in leichter Hanglage, angrenzend an die südliche Bebauung mit Wohnhäusern und Gartengrundstücken. Die Friedhofsfläche wird durch einen Holzzaun abgegrenzt, der sie vollständig umschließt. Der Eingangsbereich im südlichen Teil in der Parkanlage Hexengarten ist durch ein Tor aus Metall verschlossen.